# La madre de la novia
La madre de la novia (título original: Mother of the Bride) es una película de comedia romántica estadounidense de 2024 dirigida por Mark Waters y escrita por Robin Bernheim. Está protagonizada por Brooke Shields, Miranda Cosgrove, Sean Teale, Chad Michael Murray, Rachael Harris y Benjamin Bratt.
La película se estrenó en Netflix el 9 de mayo de 2024.

## Sinopsis
Después de un año en Londres, Emma regresa a casa y sorprende a su madre Lana con la noticia de que se casará dentro de un mes en un resort en Phuket, Tailandia. Las cosas empeoran cuando Lana descubre que el futuro marido es el hijo del hombre que le rompió el corazón años antes.

## Reparto
- Brooke Shields como Lana
- Miranda Cosgrove como Emma
- Benjamin Bratt como Will
- Rachael Harris como Janice
- Sean Teale como RJ
- Chad Michael Murray como Lucas
- Michael McDonald como Clay
- Wilson Cruz como Scott
- Tasneem Roc como Camala
- Dalip Sondhi como Harley

## Producción
En febrero de 2023, Netflix anunció que se encontraba en preproducción una película de comedia romántica escrita por Robin Bernheim y dirigida por Mark Waters. Brooke Shields, Miranda Cosgrove, Benjamin Bratt, Chad Michael Murray, Rachael Harris, Sean Teale, Wilson Cruz, Michael McDonald, Tasneem Roc y Dalip Sondhi se agregaron al elenco. La fotografía principal comenzó en abril de 2023 en Phuket, Tailandia

## Estreno
La madre de la novia se estrenó en Netflix el 9 de mayo de 2024.